# Dîner d'affaires
Pour plus de détails, voir Fiche technique et Distribution.
Dîner d'affaires (Day-Time Wife) est un film américain réalisé par Gregory Ratoff, sorti en 1939.

## Synopsis
Malgré tous les indices que lui a laissés sa femme Jane, Ken a oublié leur deuxième anniversaire de mariage. Kitty Frazier, la secrétaire de Ken, appelle pour prévenir qu'il va travailler très tard. Jane décide d'aller  au bureau de Ken avec les invités prévus pour la fête, mais lorsqu'ils arrivent, ils n'y trouvent que les femmes de ménage. Blanche, une amie de Jane, trouve un flacon de parfum sur le bureau de Kitty, et quand Ken rentre chez lui avec des traces de cette fragrance, Jane est forcée de reconnaître que son mari a quitté le droit chemin... Elle ne veut pas divorcer cependant et décide de découvrir quel est ce pouvoir qu'ont les secrétaires sur leurs patrons. Elle devient donc la secrétaire d'un architecte, Bernard Dexter, qui tombe aussitôt sous son charme...
Après un certain nombre de péripéties, Jane et Ken finiront par se réconcilier.

## Fiche technique
- Titre original : Day-Time Wife
- Titre français : Dîner d'affaires
- Réalisation : Gregory Ratoff
- Scénario : Art Arthur, Robert Harari et Sam Hellman (non crédité) d'après une histoire de Rex Taylor
- Direction artistique : Richard Day et Joseph C. Wright
- Décors : Thomas Little
- Costumes : Royer
- Photographie : J. Peverell Marley
- Montage : Francis D. Lyon
- Direction musicale : Cyril J. Mockridge
- Production associée : Raymond Griffith
- Production exécutive : Darryl F. Zanuck
- Société de production : Twentieth Century Fox
- Société de distribution : Twentieth Century Fox
- Pays de production :  États-Unis
- Langue : anglais
- Format : Noir et blanc - Son : Mono (Western Electric Mirrophonic Recording)
- Genre : Comédie romantique
- Durée : 72 minutes
- Date de sortie :
  - États-Unis : 24 novembre 1939

## Distribution
- Tyrone Power : Ken Norton
- Linda Darnell : Jane Norton
- Warren William : Bernard 'Barney' Dexter
- Binnie Barnes : Blanche
- Wendy Barrie : Kitty Frazier
- Joan Davis : Joyce Applegate
- Joan Valerie : Mrs. Dexter
- Leonid Kinskey : Coco Anderson
- Mildred Gover : Melbourne
- Renie Riano : Miss Briggs